# Хворостяний Микола Михайлович
Микола Михайлович Хворостяний (26 березня 1910, село Тернівка, тепер Бершадського району Вінницької області — 27 червня 1974, місто Київ) — український радянський партійний діяч, журналіст, директор Радіо-телеграфного агентства України (РАТАУ). Депутат Верховної Ради УРСР 5-го скликання. Кандидат у члени ЦК КПУ в 1960—1966 роках.

## Біографія
Народився в селянській родині.
Член ВКП(б) з 1932 року.
З 1932 року — у Джулинському районному комітеті КП(б)У Вінницької області.
Закінчив Харківський державний університет та Вищу школу пропагандистів при ЦК КП(б)У. Перебував на журналістській роботі в газеті «Советская Украина». Під час великого терору 1937—1938 років був автором багатьох «викривальних» статей на шпальтах газети (напр. стаття «Політична сліпота Сенчанського райкому» / газета «Советская Украина», 6.07.1938).
Учасник німецько-радянської війни з липня 1941 року. Перебував на політичній роботі в 304-й стрілецькій дивізії Південно-Західного фронту, служив заступником начальника військового госпіталю 2309 з політичної частини Ленінградського фронту.
У 1946—1957 роках — на відповідальній роботі в апараті ЦК КП(б)У: до лютого 1950 року — консультант відділу пропаганди і агітації ЦК КП(б)У, з лютого 1950 року — помічник секретаря і члена Політбюро ЦК КП(б)У. До липня 1957 року — заступник завідувача відділу пропаганди і агітації ЦК КПУ.
У липні 1957 — серпні 1960 року — завідувач відділу пропаганди і агітації ЦК КПУ.
У серпні 1960 — серпні 1963 року — директор Радіо-телеграфного агентства України (РАТАУ).
З 1963 року — директор видавництва політичної літератури (Політвидаву) України.
Потім — персональний пенсіонер союзного значення в місті Києві.

## Звання
- капітан
- підполковник

## Нагороди
- орден Трудового Червоного Прапора (26.02.1958)
- орден «Знак Пошани» (4.05.1962)
- медаль «За перемогу над Німеччиною у Великій Вітчизняній війні 1941—1945 рр.»
- медалі